# Batman : Mauvais Sang
Pour les articles homonymes, voir Mauvais Sang.
Série DCAMU
Batman vs. Robin
(2015) La Ligue des justiciers vs. les Teen Titans
(2016)
Pour plus de détails, voir Fiche technique et Distribution.
Batman : Mauvais Sang (Batman: Bad Blood) est un film d'animation américain réalisé par Jay Oliva, sorti directement en vidéo en 2016, 25e film de la collection DC Universe Animated Original Movies.
Le film est la suite de Batman vs. Robin dans la série DC Animated Movie Universe (DCAMU) basée sur la continuité The New 52.
Le film débute lors d'une confrontation avec le mystérieux Hérétique, Batman disparait dans une explosion. Nightwing est contraint de prendre sa place. Une nouvelle héroïne, Batwoman, présente lors de l'explosion, mène son enquête en parallèle. Ils sont rapidement rejoints par Robin (Damian Wayne) puis par Batwing afin de retrouver Batman.

## Synopsis
Batwoman intercepte un groupe de criminels à Gotham City comprenant l'Électrocuteur, Tusk, Firefly, Killer Moth et autres. Quand un combat s'ensuit, Batman arrive. Ils sont confrontés à l'apparent chef des criminels, un homme appelé l'Hérétique, qui fait exploser des explosifs installés dans les locaux. Batman met Batwoman à l'abri et périt apparemment dans l'explosion.
Deux semaines plus tard, un Alfred Pennyworth inquiet envoie un signal de détresse à Nightwing. Pendant ce temps, Damian Wayne regarde un reportage sur la disparition de Batman et entreprend de retourner à Gotham. Katherine Kane, l'alter-ego civile de Batwoman, rencontre son père Jacob pour lui expliquer qu'elle se sent responsable de la mort apparente de Batman. Dans le passé, Katherine avait été traumatisée par un incident au cours duquel sa sœur Elizabeth et sa mère Gabrielle avaient été enlevées contre une rançon et finalement tuées par leurs ravisseurs, alors qu'elle était la seule survivante. Après son passage dans l'armée, elle est devenue alcoolique débauchée qui a été sauvé par Batman des gangsters de rue, ce qui l'a motivée à ne plus jamais avoir besoin d'être sauvée puis à devenir Batwoman.
Batman refait apparemment surface et est rapidement remarqué par Robin et Katherine. Les deux interceptent Batman et en déduisent rapidement qu'il s'agit de Nightwing portant une ancienne version du Batcostume. Ils commencent leurs propres enquêtes sur l'Hérétique, sans être convaincus que Bruce est vraiment mort. L'Hérétique et ses hommes de main attaquent Wayne Enterprises, forçant Lucius Fox à ouvrir la voie au coffre-fort en menaçant son fils Luke. Bien que Nightwing et Damian arrivent, ils sont incapables d’empêcher l’Hérétique de s’échapper avec la technologie Wayne, et Lucius est blessé. Avant de partir, l'Hérétique tue l'Électrocuteur lorsque ce dernier est sur le point de tuer Robin.
L'Hérétique retourne à son quartier général, où il est révélé qu'il travaille pour Talia al Ghul. Ils retiennent Bruce et le Chapelier fou le fait halluciner. L'Hérétique s'introduit ensuite dans la Batcave et kidnappe Damian. Il explique qu'il est un clone de Damian, créé par un programme de génétique dirigé par Ra's al Ghul et la ligue des Ombres. Ils ont utilisé l'ADN de Damian pour concevoir génétiquement un soldat parfait à croissance et développement accélérés, mais il était le seul sujet du programme à avoir survécu. Il souhaite que les souvenirs et la personnalité de Damian soient implantés dans son propre cerveau, mais Talia arrive et tue l'Hérétique. Nightwing et Batwoman arrivent ensuite, après avoir localisé Damian à travers un pisteur dans son costume. Ils sont rapidement rejoints par Luke, vêtu d'un exosquelette de combat avancé et se faisant appeler Batwing. Les trois secourent Bruce et Damian, mais Talia et ses hommes de main s'échappent.
Une semaine s'écoule et Bruce semble avoir récupéré, bien qu'il reste convaincu que Katherine et Luke ne seront pas impliqués. Après que Katherine a été forcée de se battre contre son père après l'attaque soudaine de celle-ci, Dick apprend que Bruce est toujours sous les effets du contrôle mental du Chapelier. Luke se rend compte que la Ligue des Ombres envisage de laver le cerveau d'un certain nombre de leaders mondiaux lors d'un sommet technologique organisé par Bruce. Alors que le lavage de cerveau a lieu, Nightwing, Robin, Batwoman, Alfred et Batwing arrivent et combattent Talia et ses hommes de main. Pendant le combat, le Chapelier Fou est tué, interrompant le contrôle de l'esprit. Bruce, toujours soumis au lavage de cerveau, défait Nightwing. Talia lui ordonne alors de tuer Nightwing et Damian, mais Bruce commence à montrer des signes de résistance. En colère, Talia s'échappe dans un vaisseau, mais Onyx, un subordonné de l'Hérétique, l’affronte et l'attaque pour venger la mort du clone. Le navire s’écrase et explose par la suite, les laissant officiellement morts. On voit plus tard Bruce réconforter Damian après la mort supposée de Talia. Alfred fait remarquer à Dick que malgré la folie de Talia, elle était toujours la mère de Damian.
Alors que le Batsignal brille à Gotham City, Batwoman, Nightwing et Batwing rencontrent Batman et Robin au sommet du poste de police pour répondre à un crime commis par le Pingouin. Sur un bâtiment à proximité, Batgirl observe le groupe et se prépare à rejoindre la poursuite.

## Fiche technique
- Titre original : Batman: Bad Blood
- Titre français : Batman : Mauvais Sang
- Réalisation : Jay Oliva
- Scénario : J. M. DeMatteis, d'après les personnages de DC Comics
- Musique : Frederik Wiedmann
- Direction artistique du doublage original : Wes Gleason
- Son : Matthew Thomas Hall, Mark Keatts
- Montage : Christopher D. Lozinski
- Animation : The Answer Studio
- Coproduction : Alan Burnett
- Production déléguée : Benjamin Melniker, Sam Register, Michael E. Uslan
- Production exécutive : Amy McKenna
- Supervision de la production : James Tucker
- Sociétés de production : Warner Bros. Animation et DC Entertainment
- Société de distribution : Warner Home Video
- Pays de production :  États-Unis
- Langue originale : anglais
- Genre : animation, super-héros
- Durée : 72 minutes
- Dates de sortie :
  - États-Unis : 2 février 2016
  - France : 24 février 2016
- Classification : PG-13 (interdit -13 ans) aux États-Unis

 Sauf indication contraire, les informations mentionnées dans cette section peuvent être confirmées par la base de données cinématographiques IMDb,  présente dans la section « Liens externes ».

## Distribution

### Voix originales
- Jason O'Mara : Batman / Bruce Wayne
- Yvonne Strahovski : Batwoman / Kate Kane
- Stuart Allan (en) : Robin / Damian Wayne
- Sean Maher : Nightwing / Dick Grayson
- Morena Baccarin : Talia al Ghul
- Gaius Charles : Batwing / Luke Fox
- James Garrett : Alfred Pennyworth
- Travis Willingham : L'Hérétique
- Geoff Pierson : Colonel Jacob Kane
- Ernie Hudson : Lucius Fox
- Bruce Thomas : Commissaire James Gordon
- Steve Blum : Black Mask, Firefly
- Robin Atkin Downes : Le Chapelier Fou / Jervis Tetch, Électrocuteur
- John DiMaggio : Blockbuster, Tusk
- Vanessa Marshall : Renee Montoya
- Jason Spisak (en) : Killer Moth, Calculator / Noah Kuttler
- Matthew Mercer : Hellhound, Chuckie Sol
- Kari Wahlgren : Kori

### Voix françaises
- Adrien Antoine : Batman / Bruce Wayne
- Véronique Desmadryl : Batwoman / Kate Kane
- Paolo Domingo : Robin / Damian Wayne
- Donald Reignoux : Nightwing / Dick Grayson
- Sybille Tureau : Talia al Ghul
- Jim Redler : Batwing / Luke Fox
- Jacques Ciron : Alfred Pennyworth
- Michel Vigné : l'Hérétique, le colonel Jacob Kane, Blockbuster, Électrocuteur
- Thierry Murzeau : Lucius Fox, Black Mask, Tusk, Killer Moth
- Jean-Claude Sachot : le commissaire James Gordon
- Marc Perez : Firefly, le Chapelier Fou / Jervis Tetch, Chuckie Sol, Calculator / Noah Kuttler
- Odile Schmitt : Renee Montoya, Kori
Version française
  - Société de doublage : Dubbing Brothers
  - Direction artistique : Céline Krief[1]
  - Adaptation : Philippe Berdah

 Source : voix originales et françaises sur Latourdesheros.com.

## Accueil critique
Sur SensCritique, le film reçoit la note moyenne de 6,3⁄10.